# Cantó de Nantiac
El cantó de Nantiac és un cantó francès del departament de l'Alta Viena, situat al districte de Belac. Té 11 municipis i el cap és Nantiac.

## Municipis
- Bernuèlh
- Lo Bruèlh au Fag
- Lu Bois
- Chamborèt
- Síus
- Comprenhac
- Nantiac
- Rossac
- Sent Aforian
- Toron
- Vauric

## Història
| Data d'elecció                           | Identitat         | Partit           | Qualitat |
| ---------------------------------------- | ----------------- | ---------------- | -------- |
| 1952-1988                                | Albert Lecardeur  | SFIO, després PS |          |
| 1988-                                    | Stéphane Veyriras | PS               |          |
| les dades anteriors no són pas conegudes |                   |                  |          |
|                                          |                   |                  |          |

## Demografia
| 1962  | 1968  | 1975  | 1982  | 1990  | 1999  | 2006  |
| ----- | ----- | ----- | ----- | ----- | ----- | ----- |
| 6.680 | 7.081 | 6.459 | 6.329 | 6.642 | 6.871 | 7.257 |